# Liochthonius saltaensis
Liochthonius saltaensis är en kvalsterart som först beskrevs av Hammer 1958.  Liochthonius saltaensis ingår i släktet Liochthonius och familjen Brachychthoniidae. Inga underarter finns listade i Catalogue of Life.